# جورج ال. شوپ
جورج ال. شوپ (به انگلیسی: George L. Shoup) سناتور سابق عضو حزب جمهوری‌خواه ایالات متحده آمریکا بود. وی در سال ۱۸۹۰ تا ۱۹۰۱ میلادی سناتور ایالت آیداهو در سنای ایالات متحده آمریکا بود.